# Domenico Montrone
Domenico Montrone, född 1 maj 1986, är en italiensk roddare.

## Karriär
Vid olympiska sommarspelen 2016 i Rio de Janeiro tog Montrone brons tillsammans med Matteo Castaldo, Matteo Lodo och Giuseppe Vicino i fyra utan styrman.